# Kawaguči (Saitama)
Kawaguči (japonsky 川口市; Kawaguchi-ši) je druhé největší město v prefektuře Saitama v regionu Kantó na ostrově Honšú v Japonsku. Je zde také Univerzita Saitama Gakuen.

## Osobnosti
- Aya Onoe (* 1995) – juniorská mistryně světa ve sportovním lezení